# Chaetosciara takahashii
Chaetosciara takahashii är en tvåvingeart som beskrevs av Mitsuhiro Sasakawa 1992. Chaetosciara takahashii ingår i släktet Chaetosciara och familjen sorgmyggor. Inga underarter finns listade i Catalogue of Life.